# Promozione Sardegna 1987-1988
Nella stagione 1987-1988 la Promozione era il sesto livello del calcio italiano (il massimo livello regionale). 
Il campionato è strutturato in vari gironi all'italiana su base regionale, gestiti dai Comitati Regionali di competenza. Le promozioni alla categoria superiore e retrocessioni in quella inferiore non erano sempre omogenee; erano quantificate all'inizio del campionato dal Comitato Regionale secondo le direttive stabilite dalla Lega Nazionale Dilettanti, ma flessibili, in relazione al numero delle società retrocesse dal Campionato Interregionale e perciò, a seconda delle varie situazioni regionali, la fine del campionato poteva avere degli spareggi sia di promozione che di retrocessione.
Questo è il campionato regionale della regione Sardegna organizzato dal Comitato Regionale Sardo.

## Girone A

### Squadre partecipanti
| Squadra                         |                        |
| ------------------------------- | ---------------------- |
| G.S. Andromeda Siurgus          | Siurgus Donigala (CA)  |
| G.S. Assemini                   | Assemini (CA)          |
| 1980 Assemini Pol.              | Assemini (CA)          |
| U.S. Atletico                   | Cagliari (CA)          |
| S.S.R. Decimoputzu              | Decimoputzu (SU)       |
| Pol. Iglesias                   | Iglesias (SU)          |
| Pol. Libertas Barumini          | Barumini (SU)          |
| U.S. Monreale Quartu Sant’Elena | Quartu Sant'Elena (CA) |
| G.S. Picchi Vini Jerzu          | Jerzu (NU)             |
| Pol. Pula                       | Pula (CA)              |
| G.S. Selargius                  | Selargius (CA)         |
| Pol. Senorbì                    | Senorbì (SU)           |
| G.S. Sestu                      | Sestu (CA)             |
| G.S. Sinnai                     | Sinnai (CA)            |
| Pol. Sirio                      | Cagliari (CA)          |
| A.P. Terralba                   | Terralba (OR)          |

### Classifica finale
|  | Pos. | Squadra                                            | Pt | G  | V  | N  | P  | GF | GS | DR  |
|  | ---- | -------------------------------------------------- | -- | -- | -- | -- | -- | -- | -- | --- |
|  | 1.   | Pol. Iglesias, Iglesias                            | 39 | 30 | 16 | 7  | 7  | 43 | 22 | +21 |
|  | 2.   | Pol. Assemini, Assemini                            | 36 | 30 | 12 | 12 | 6  | 37 | 30 | +7  |
|  | 3.   | U.S. Monreale Quartu Sant'Elena, Quartu Sant'Elena | 35 | 30 | 10 | 15 | 5  | 29 | 21 | +8  |
|  | 4.   | Pol. Libertas Barumini, Barumini                   | 33 | 30 | 12 | 9  | 9  | 36 | 28 | +8  |
|  | 5.   | S.S.R. Decimoputzu, Decimoputzu                    | 32 | 30 | 10 | 12 | 8  | 38 | 35 | +3  |
|  | 6.   | U.S. Atletico Cagliari, Cagliari                   | 32 | 30 | 12 | 8  | 10 | 43 | 46 | -3  |
|  | 7.   | G.S. Sinnai, Sinnai                                | 29 | 30 | 8  | 13 | 9  | 26 | 21 | +5  |
|  | 8.   | Pol. Pula I.N.A., Pula                             | 29 | 30 | 8  | 13 | 9  | 30 | 31 | -1  |
|  | 9.   | A.P. Terralba, Terralba                            | 29 | 30 | 7  | 15 | 8  | 27 | 28 | -1  |
|  | 10.  | G.S. Selargius, Selargius                          | 29 | 30 | 10 | 9  | 11 | 39 | 42 | -3  |
|  | 11.  | A.S. Sirio, Cagliari                               | 29 | 30 | 7  | 15 | 8  | 26 | 31 | -5  |
|  | 12.  | Pol. Senorbì, Senorbì                              | 28 | 30 | 9  | 10 | 11 | 29 | 29 | 0   |
|  | 13.  | G.S. Sestu, Sestu                                  | 28 | 30 | 10 | 8  | 12 | 27 | 30 | -3  |
|  | 14.  | G.S. Assemini 1980, Assemini                       | 28 | 30 | 11 | 6  | 13 | 30 | 31 | -1  |
|  | 15.  | U.S. Picchi Vini Jerzu, Jerzu                      | 28 | 30 | 7  | 14 | 9  | 31 | 40 | -9  |
|  | 16.  | U.S. Andromeda, Siurgus Donigala                   | 16 | 30 | 2  | 12 | 16 | 13 | 39 | -26 |

## Girone B

### Classifica finale
|  | Pos. | Squadra                                    | Pt | G  | V  | N  | P  | GF | GS | DR  |
|  | ---- | ------------------------------------------ | -- | -- | -- | -- | -- | -- | -- | --- |
|  | 1.   | Pol. Thiesi, Thiesi                        | 42 | 30 | 16 | 10 | 4  | 41 | 23 | +18 |
|  | 2.   | A.S. Nuorese Calcio, Nuoro                 | 38 | 30 | 14 | 10 | 6  | 40 | 23 | +17 |
|  | 3.   | U.S. San Teodoro, San Teodoro              | 37 | 30 | 11 | 15 | 4  | 30 | 17 | +13 |
|  | 4.   | U.S. Santa Teresa, Santa Teresa di Gallura | 36 | 30 | 13 | 10 | 7  | 36 | 23 | +13 |
|  | 5.   | S.S. Lauras, Luras                         | 33 | 30 | 9  | 15 | 6  | 31 | 28 | +3  |
|  | 6.   | G.S. Tavolara, Olbia                       | 32 | 30 | 10 | 12 | 8  | 29 | 22 | +7  |
|  | 7.   | Pol. Libertas Padru, Padru                 | 31 | 30 | 10 | 11 | 9  | 25 | 21 | +4  |
|  | 8.   | U.S. San Sperate, San Sperate              | 31 | 30 | 9  | 13 | 8  | 20 | 20 | 0   |
|  | 9.   | C.S. Bosa, Bosa                            | 30 | 30 | 7  | 16 | 7  | 24 | 22 | +2  |
|  | 10.  | Pol. Calmedia, Bosa                        | 29 | 30 | 5  | 19 | 6  | 29 | 32 | -3  |
|  | 11.  | Pol. Giorgio Ferrini, Cagliari             | 26 | 30 | 5  | 16 | 9  | 24 | 28 | -4  |
|  | 12.  | Pol. Arzachena, Arzachena                  | 26 | 30 | 6  | 14 | 10 | 31 | 36 | -5  |
|  | 13.  | Pol. Malaspina, Osilo                      | 26 | 30 | 6  | 14 | 10 | 27 | 43 | -16 |
|  | 14.  | U.S. Sennori, Sennori                      | 23 | 30 | 5  | 13 | 12 | 22 | 34 | -12 |
|  | 15.  | Pol. Frassati, Ozieri                      | 22 | 30 | 5  | 12 | 13 | 22 | 37 | -15 |
|  | 16.  | U.S. Usinese, Usini                        | 18 | 30 | 3  | 12 | 15 | 17 | 39 | -22 |